# Lista di asteroidi (266001-267000)
Di seguito una lista di asteroidi dal numero 266001 al 267000 con data di scoperta e scopritore.

## 266001-266100
| Nome               | Designazione provvisoria | Data di scoperta  | Scopritore                        |
| ------------------ | ------------------------ | ----------------- | --------------------------------- |
| 266001 -           | 2006 DC136               | 25 febbraio 2006  | Spacewatch                        |
| 266002 -           | 2006 DW161               | 27 febbraio 2006  | Mount Lemmon Survey               |
| 266003 -           | 2006 DJ188               | 27 febbraio 2006  | Spacewatch                        |
| 266004 -           | 2006 DJ195               | 28 febbraio 2006  | LINEAR                            |
| 266005 -           | 2006 DN196               | 23 febbraio 2006  | LONEOS                            |
| 266006 -           | 2006 DU201               | 20 febbraio 2006  | LINEAR                            |
| 266007 -           | 2006 EX4                 | 2 marzo 2006      | Spacewatch                        |
| 266008 -           | 2006 EU14                | 2 marzo 2006      | Spacewatch                        |
| 266009 -           | 2006 EH24                | 3 marzo 2006      | Spacewatch                        |
| 266010 -           | 2006 EW33                | 3 marzo 2006      | Mount Lemmon Survey               |
| 266011 -           | 2006 EU34                | 3 marzo 2006      | Spacewatch                        |
| 266012 -           | 2006 EZ35                | 3 marzo 2006      | Mount Lemmon Survey               |
| 266013 -           | 2006 EN36                | 3 marzo 2006      | Mount Lemmon Survey               |
| 266014 -           | 2006 EB39                | 4 marzo 2006      | CSS                               |
| 266015 -           | 2006 EC42                | 4 marzo 2006      | Spacewatch                        |
| 266016 -           | 2006 EW46                | 4 marzo 2006      | Spacewatch                        |
| 266017 -           | 2006 EQ55                | 5 marzo 2006      | Spacewatch                        |
| 266018 -           | 2006 EW59                | 5 marzo 2006      | Spacewatch                        |
| 266019 -           | 2006 EV70                | 9 marzo 2006      | CSS                               |
| 266020 -           | 2006 ER71                | 2 marzo 2006      | Spacewatch                        |
| 266021 -           | 2006 FZ10                | 23 marzo 2006     | Spacewatch                        |
| 266022 -           | 2006 FM11                | 23 marzo 2006     | Spacewatch                        |
| 266023 -           | 2006 FG35                | 23 marzo 2006     | LINEAR                            |
| 266024 -           | 2006 FF38                | 23 marzo 2006     | Spacewatch                        |
| 266025 -           | 2006 FX45                | 25 marzo 2006     | CSS                               |
| 266026 -           | 2006 FA48                | 24 marzo 2006     | LONEOS                            |
| 266027 -           | 2006 FC48                | 24 marzo 2006     | LONEOS                            |
| 266028 -           | 2006 FQ49                | 25 marzo 2006     | CSS                               |
| 266029 -           | 2006 FA51                | 24 marzo 2006     | CSS                               |
| 266030 -           | 2006 GL25                | 2 aprile 2006     | Spacewatch                        |
| 266031 -           | 2006 GL39                | 7 aprile 2006     | LONEOS                            |
| 266032 -           | 2006 GT39                | 2 aprile 2006     | CSS                               |
| 266033 -           | 2006 GW42                | 9 aprile 2006     | LONEOS                            |
| 266034 -           | 2006 GY44                | 7 aprile 2006     | Mount Lemmon Survey               |
| 266035 -           | 2006 GJ53                | 6 aprile 2006     | CSS                               |
| 266036 -           | 2006 HY12                | 19 aprile 2006    | Spacewatch                        |
| 266037 -           | 2006 HW18                | 18 aprile 2006    | Spacewatch                        |
| 266038 -           | 2006 HC19                | 18 aprile 2006    | Spacewatch                        |
| 266039 -           | 2006 HR56                | 19 aprile 2006    | CSS                               |
| 266040 -           | 2006 HM69                | 24 aprile 2006    | Mount Lemmon Survey               |
| 266041 -           | 2006 HD109               | 30 aprile 2006    | Spacewatch                        |
| 266042 -           | 2006 HV119               | 30 aprile 2006    | Spacewatch                        |
| 266043 -           | 2006 HM129               | 26 aprile 2006    | Buie, M. W.                       |
| 266044 -           | 2006 JB7                 | 1 maggio 2006     | Spacewatch                        |
| 266045 -           | 2006 JU43                | 5 maggio 2006     | CSS                               |
| 266046 -           | 2006 KG57                | 22 maggio 2006    | Spacewatch                        |
| 266047 -           | 2006 KA69                | 20 maggio 2006    | Siding Spring Survey              |
| 266048 -           | 2006 KB87                | 27 maggio 2006    | CSS                               |
| 266049 -           | 2006 KL99                | 27 maggio 2006    | CSS                               |
| 266050 -           | 2006 KL107               | 31 maggio 2006    | Mount Lemmon Survey               |
| 266051 Hannawieser | 2006 NB                  | 1 luglio 2006     | Griesser, M.                      |
| 266052 -           | 2006 PB2                 | 12 agosto 2006    | NEAT                              |
| 266053 -           | 2006 QJ27                | 19 agosto 2006    | NEAT                              |
| 266054 -           | 2006 QW50                | 22 agosto 2006    | NEAT                              |
| 266055 -           | 2006 QN59                | 19 agosto 2006    | LONEOS                            |
| 266056 -           | 2006 QO83                | 27 agosto 2006    | Spacewatch                        |
| 266057 -           | 2006 QG97                | 19 agosto 2006    | Spacewatch                        |
| 266058 -           | 2006 QX100               | 25 agosto 2006    | Lin, C.-S., Ye, Q.-z.             |
| 266059 -           | 2006 QC112               | 22 agosto 2006    | NEAT                              |
| 266060 -           | 2006 QA131               | 20 agosto 2006    | NEAT                              |
| 266061 -           | 2006 QM135               | 27 agosto 2006    | LONEOS                            |
| 266062 -           | 2006 QL144               | 29 agosto 2006    | CSS                               |
| 266063 -           | 2006 QP147               | 18 agosto 2006    | Spacewatch                        |
| 266064 -           | 2006 QL153               | 19 agosto 2006    | Spacewatch                        |
| 266065 -           | 2006 QM158               | 19 agosto 2006    | Spacewatch                        |
| 266066 -           | 2006 RQ5                 | 14 settembre 2006 | Spacewatch                        |
| 266067 -           | 2006 RY9                 | 13 settembre 2006 | NEAT                              |
| 266068 -           | 2006 RX10                | 12 settembre 2006 | CSS                               |
| 266069 -           | 2006 RC11                | 12 settembre 2006 | CSS                               |
| 266070 -           | 2006 RK19                | 14 settembre 2006 | Spacewatch                        |
| 266071 -           | 2006 RL39                | 14 settembre 2006 | NEAT                              |
| 266072 -           | 2006 RD52                | 14 settembre 2006 | Spacewatch                        |
| 266073 -           | 2006 RN53                | 14 settembre 2006 | Spacewatch                        |
| 266074 -           | 2006 RV62                | 14 settembre 2006 | CSS                               |
| 266075 -           | 2006 RR91                | 15 settembre 2006 | Spacewatch                        |
| 266076 -           | 2006 RQ95                | 15 settembre 2006 | Spacewatch                        |
| 266077 -           | 2006 RP96                | 15 settembre 2006 | Spacewatch                        |
| 266078 -           | 2006 RC97                | 15 settembre 2006 | Spacewatch                        |
| 266079 -           | 2006 RG101               | 14 settembre 2006 | NEAT                              |
| 266080 -           | 2006 RQ101               | 14 settembre 2006 | CSS                               |
| 266081 Villyket    | 2006 RP109               | 14 settembre 2006 | Masiero, J.                       |
| 266082 -           | 2006 RR121               | 15 settembre 2006 | Spacewatch                        |
| 266083 -           | 2006 SZ4                 | 16 settembre 2006 | NEAT                              |
| 266084 -           | 2006 SN6                 | 16 settembre 2006 | CSS                               |
| 266085 -           | 2006 SX7                 | 16 settembre 2006 | LINEAR                            |
| 266086 -           | 2006 SA21                | 16 settembre 2006 | LONEOS                            |
| 266087 -           | 2006 SP22                | 17 settembre 2006 | LONEOS                            |
| 266088 -           | 2006 SB27                | 16 settembre 2006 | CSS                               |
| 266089 -           | 2006 SG33                | 17 settembre 2006 | CSS                               |
| 266090 -           | 2006 SJ35                | 17 settembre 2006 | Spacewatch                        |
| 266091 -           | 2006 SP52                | 19 settembre 2006 | CSS                               |
| 266092 -           | 2006 SM53                | 19 settembre 2006 | OAM                               |
| 266093 -           | 2006 SB56                | 18 settembre 2006 | Spacewatch                        |
| 266094 -           | 2006 SO59                | 16 settembre 2006 | LONEOS                            |
| 266095 -           | 2006 SG60                | 18 settembre 2006 | CSS                               |
| 266096 -           | 2006 ST67                | 2 settembre 1998  | Spacewatch                        |
| 266097 -           | 2006 SE75                | 19 settembre 2006 | Spacewatch                        |
| 266098 -           | 2006 SK78                | 19 settembre 2006 | Astronomical Research Observatory |
| 266099 -           | 2006 SO93                | 18 settembre 2006 | Spacewatch                        |
| 266100 -           | 2006 SG97                | 18 settembre 2006 | Spacewatch                        |

## 266101-266200
| Nome     | Designazione provvisoria | Data di scoperta  | Scopritore            |
| -------- | ------------------------ | ----------------- | --------------------- |
| 266101 - | 2006 SO126               | 21 settembre 2006 | LONEOS                |
| 266102 - | 2006 SK130               | 20 settembre 2006 | LONEOS                |
| 266103 - | 2006 SB131               | 24 settembre 2006 | Healy, D.             |
| 266104 - | 2006 SP132               | 16 settembre 2006 | CSS                   |
| 266105 - | 2006 SQ163               | 24 settembre 2006 | Spacewatch            |
| 266106 - | 2006 SO197               | 25 settembre 2006 | Mount Lemmon Survey   |
| 266107 - | 2006 ST207               | 25 settembre 2006 | Spacewatch            |
| 266108 - | 2006 SV218               | 26 settembre 2006 | Tucker, R. A.         |
| 266109 - | 2006 ST245               | 26 settembre 2006 | LINEAR                |
| 266110 - | 2006 SU267               | 26 settembre 2006 | Spacewatch            |
| 266111 - | 2006 SQ274               | 27 settembre 2006 | Mount Lemmon Survey   |
| 266112 - | 2006 SY274               | 27 settembre 2006 | Mount Lemmon Survey   |
| 266113 - | 2006 SP275               | 27 settembre 2006 | Mount Lemmon Survey   |
| 266114 - | 2006 SB286               | 18 settembre 2006 | CSS                   |
| 266115 - | 2006 SV303               | 27 settembre 2006 | Mount Lemmon Survey   |
| 266116 - | 2006 SQ310               | 27 settembre 2006 | Spacewatch            |
| 266117 - | 2006 SK317               | 27 settembre 2006 | Spacewatch            |
| 266118 - | 2006 SP341               | 28 settembre 2006 | Mount Lemmon Survey   |
| 266119 - | 2006 SO342               | 28 settembre 2006 | Spacewatch            |
| 266120 - | 2006 SD345               | 28 settembre 2006 | Spacewatch            |
| 266121 - | 2006 SO353               | 30 settembre 2006 | CSS                   |
| 266122 - | 2006 ST391               | 18 settembre 2006 | CSS                   |
| 266123 - | 2006 SY400               | 26 settembre 2006 | CSS                   |
| 266124 - | 2006 SG413               | 20 settembre 2006 | CSS                   |
| 266125 - | 2006 TP12                | 10 ottobre 2006   | NEAT                  |
| 266126 - | 2006 TQ16                | 11 ottobre 2006   | Spacewatch            |
| 266127 - | 2006 TR21                | 11 ottobre 2006   | Spacewatch            |
| 266128 - | 2006 TB27                | 12 ottobre 2006   | Spacewatch            |
| 266129 - | 2006 TJ36                | 12 ottobre 2006   | Spacewatch            |
| 266130 - | 2006 TY37                | 12 ottobre 2006   | Spacewatch            |
| 266131 - | 2006 TH39                | 12 ottobre 2006   | Spacewatch            |
| 266132 - | 2006 TT45                | 12 ottobre 2006   | Spacewatch            |
| 266133 - | 2006 TD49                | 12 ottobre 2006   | NEAT                  |
| 266134 - | 2006 TA58                | 15 ottobre 2006   | CSS                   |
| 266135 - | 2006 TG63                | 10 ottobre 2006   | NEAT                  |
| 266136 - | 2006 TS63                | 10 ottobre 2006   | NEAT                  |
| 266137 - | 2006 TH66                | 11 ottobre 2006   | NEAT                  |
| 266138 - | 2006 TH71                | 11 ottobre 2006   | NEAT                  |
| 266139 - | 2006 TR80                | 13 ottobre 2006   | Spacewatch            |
| 266140 - | 2006 TP89                | 13 ottobre 2006   | Spacewatch            |
| 266141 - | 2006 TF97                | 13 ottobre 2006   | Spacewatch            |
| 266142 - | 2006 TM97                | 13 ottobre 2006   | Spacewatch            |
| 266143 - | 2006 TB100               | 15 ottobre 2006   | Spacewatch            |
| 266144 - | 2006 TX100               | 15 ottobre 2006   | Spacewatch            |
| 266145 - | 2006 TA123               | 12 ottobre 2006   | Spacewatch            |
| 266146 - | 2006 UY12                | 17 ottobre 2006   | Mount Lemmon Survey   |
| 266147 - | 2006 UG29                | 16 ottobre 2006   | Spacewatch            |
| 266148 - | 2006 UT30                | 16 ottobre 2006   | Spacewatch            |
| 266149 - | 2006 UH32                | 16 ottobre 2006   | Spacewatch            |
| 266150 - | 2006 UN35                | 16 ottobre 2006   | CSS                   |
| 266151 - | 2006 UB37                | 16 ottobre 2006   | Spacewatch            |
| 266152 - | 2006 UG59                | 19 ottobre 2006   | Spacewatch            |
| 266153 - | 2006 UR67                | 16 ottobre 2006   | CSS                   |
| 266154 - | 2006 UW67                | 16 ottobre 2006   | CSS                   |
| 266155 - | 2006 UB68                | 16 ottobre 2006   | CSS                   |
| 266156 - | 2006 UF80                | 17 ottobre 2006   | Mount Lemmon Survey   |
| 266157 - | 2006 UL90                | 17 ottobre 2006   | Spacewatch            |
| 266158 - | 2006 UA93                | 18 ottobre 2006   | Spacewatch            |
| 266159 - | 2006 UZ105               | 18 ottobre 2006   | Spacewatch            |
| 266160 - | 2006 UV109               | 19 ottobre 2006   | Spacewatch            |
| 266161 - | 2006 UH112               | 19 ottobre 2006   | Spacewatch            |
| 266162 - | 2006 UA131               | 19 ottobre 2006   | Spacewatch            |
| 266163 - | 2006 UM155               | 21 ottobre 2006   | CSS                   |
| 266164 - | 2006 UD160               | 21 ottobre 2006   | Mount Lemmon Survey   |
| 266165 - | 2006 UO200               | 21 ottobre 2006   | Spacewatch            |
| 266166 - | 2006 UF217               | 28 ottobre 2006   | Mount Lemmon Survey   |
| 266167 - | 2006 UN219               | 16 ottobre 2006   | Spacewatch            |
| 266168 - | 2006 UY223               | 19 ottobre 2006   | Mount Lemmon Survey   |
| 266169 - | 2006 UN225               | 19 ottobre 2006   | NEAT                  |
| 266170 - | 2006 UC252               | 27 ottobre 2006   | CSS                   |
| 266171 - | 2006 UL253               | 27 ottobre 2006   | Mount Lemmon Survey   |
| 266172 - | 2006 UW266               | 27 ottobre 2006   | CSS                   |
| 266173 - | 2006 UR269               | 27 ottobre 2006   | Spacewatch            |
| 266174 - | 2006 UF278               | 28 ottobre 2006   | Spacewatch            |
| 266175 - | 2006 UQ282               | 28 ottobre 2006   | Mount Lemmon Survey   |
| 266176 - | 2006 UA329               | 21 ottobre 2006   | Mount Lemmon Survey   |
| 266177 - | 2006 VT18                | 9 novembre 2006   | Spacewatch            |
| 266178 - | 2006 VF19                | 9 novembre 2006   | Spacewatch            |
| 266179 - | 2006 VU35                | 11 novembre 2006  | Mount Lemmon Survey   |
| 266180 - | 2006 VD43                | 13 novembre 2006  | Spacewatch            |
| 266181 - | 2006 VX46                | 9 novembre 2006   | Spacewatch            |
| 266182 - | 2006 VA63                | 11 novembre 2006  | Spacewatch            |
| 266183 - | 2006 VE75                | 11 novembre 2006  | Spacewatch            |
| 266184 - | 2006 VM86                | 14 novembre 2006  | LINEAR                |
| 266185 - | 2006 VS100               | 11 novembre 2006  | CSS                   |
| 266186 - | 2006 VM101               | 11 novembre 2006  | NEAT                  |
| 266187 - | 2006 VL103               | 12 novembre 2006  | Lin, H.-C., Ye, Q.-z. |
| 266188 - | 2006 VX103               | 12 novembre 2006  | Lin, H.-C., Ye, Q.-z. |
| 266189 - | 2006 VG106               | 13 novembre 2006  | CSS                   |
| 266190 - | 2006 VS106               | 13 novembre 2006  | CSS                   |
| 266191 - | 2006 VS109               | 13 novembre 2006  | CSS                   |
| 266192 - | 2006 VC112               | 13 novembre 2006  | NEAT                  |
| 266193 - | 2006 VC130               | 15 novembre 2006  | Spacewatch            |
| 266194 - | 2006 VW132               | 15 novembre 2006  | Spacewatch            |
| 266195 - | 2006 VT134               | 15 novembre 2006  | LINEAR                |
| 266196 - | 2006 VG152               | 9 novembre 2006   | NEAT                  |
| 266197 - | 2006 VX168               | 11 novembre 2006  | Spacewatch            |
| 266198 - | 2006 VQ170               | 15 novembre 2006  | Mount Lemmon Survey   |
| 266199 - | 2006 WH2                 | 17 novembre 2006  | Jarnac                |
| 266200 - | 2006 WK10                | 16 novembre 2006  | Spacewatch            |

## 266201-266300
| Nome               | Designazione provvisoria | Data di scoperta | Scopritore          |
| ------------------ | ------------------------ | ---------------- | ------------------- |
| 266201 -           | 2006 WZ17                | 17 novembre 2006 | Mount Lemmon Survey |
| 266202 -           | 2006 WO20                | 17 novembre 2006 | Mount Lemmon Survey |
| 266203 -           | 2006 WJ28                | 22 novembre 2006 | Yeung, W. K. Y.     |
| 266204 -           | 2006 WS56                | 16 novembre 2006 | Spacewatch          |
| 266205 -           | 2006 WR58                | 17 novembre 2006 | Spacewatch          |
| 266206 -           | 2006 WA68                | 17 novembre 2006 | Mount Lemmon Survey |
| 266207 -           | 2006 WY86                | 18 novembre 2006 | LINEAR              |
| 266208 -           | 2006 WW93                | 19 novembre 2006 | Spacewatch          |
| 266209 -           | 2006 WP96                | 19 novembre 2006 | Spacewatch          |
| 266210 -           | 2006 WE103               | 19 novembre 2006 | Spacewatch          |
| 266211 -           | 2006 WL135               | 18 novembre 2006 | Mount Lemmon Survey |
| 266212 -           | 2006 WH150               | 20 novembre 2006 | Spacewatch          |
| 266213 -           | 2006 WV153               | 22 novembre 2006 | Spacewatch          |
| 266214 -           | 2006 WV154               | 22 novembre 2006 | Spacewatch          |
| 266215 -           | 2006 WR157               | 22 novembre 2006 | CSS                 |
| 266216 -           | 2006 WV171               | 23 novembre 2006 | Spacewatch          |
| 266217 -           | 2006 WS184               | 27 novembre 2006 | Mount Lemmon Survey |
| 266218 -           | 2006 WD189               | 24 novembre 2006 | Mount Lemmon Survey |
| 266219 -           | 2006 WP195               | 30 novembre 2006 | Spacewatch          |
| 266220 -           | 2006 WU198               | 20 novembre 2006 | Spacewatch          |
| 266221 -           | 2006 WA200               | 16 novembre 2006 | Spacewatch          |
| 266222 -           | 2006 WD200               | 17 novembre 2006 | Spacewatch          |
| 266223 -           | 2006 WJ200               | 19 novembre 2006 | Spacewatch          |
| 266224 -           | 2006 WS202               | 21 novembre 2006 | Mount Lemmon Survey |
| 266225 -           | 2006 WW202               | 27 novembre 2006 | Mount Lemmon Survey |
| 266226 -           | 2006 WF205               | 19 novembre 2006 | Spacewatch          |
| 266227 -           | 2006 XR                  | 9 dicembre 2006  | Ferrando, R.        |
| 266228 -           | 2006 XU4                 | 13 dicembre 2006 | Yeung, W. K. Y.     |
| 266229 -           | 2006 XC8                 | 9 dicembre 2006  | NEAT                |
| 266230 -           | 2006 XM12                | 10 dicembre 2006 | Spacewatch          |
| 266231 -           | 2006 XK15                | 10 dicembre 2006 | Spacewatch          |
| 266232 -           | 2006 XO17                | 10 dicembre 2006 | Spacewatch          |
| 266233 -           | 2006 XQ19                | 11 dicembre 2006 | Spacewatch          |
| 266234 -           | 2006 XJ22                | 12 dicembre 2006 | Spacewatch          |
| 266235 -           | 2006 XB23                | 12 dicembre 2006 | Spacewatch          |
| 266236 -           | 2006 XY24                | 12 dicembre 2006 | Mount Lemmon Survey |
| 266237 -           | 2006 XK37                | 11 dicembre 2006 | Spacewatch          |
| 266238 -           | 2006 XZ39                | 12 dicembre 2006 | Spacewatch          |
| 266239 -           | 2006 XT40                | 12 dicembre 2006 | Spacewatch          |
| 266240 -           | 2006 XY46                | 13 dicembre 2006 | CSS                 |
| 266241 -           | 2006 XD51                | 13 dicembre 2006 | Spacewatch          |
| 266242 -           | 2006 XT52                | 14 dicembre 2006 | LINEAR              |
| 266243 -           | 2006 XB57                | 13 dicembre 2006 | CSS                 |
| 266244 -           | 2006 XX60                | 15 dicembre 2006 | NEAT                |
| 266245 -           | 2006 XV63                | 9 dicembre 2006  | Spacewatch          |
| 266246 -           | 2006 XH70                | 13 dicembre 2006 | Spacewatch          |
| 266247 -           | 2006 XX70                | 13 dicembre 2006 | Mount Lemmon Survey |
| 266248 -           | 2006 XN73                | 15 dicembre 2006 | Mount Lemmon Survey |
| 266249 -           | 2006 YM1                 | 16 dicembre 2006 | Spacewatch          |
| 266250 -           | 2006 YO1                 | 16 dicembre 2006 | Mount Lemmon Survey |
| 266251 -           | 2006 YE2                 | 17 dicembre 2006 | Yeung, W. K. Y.     |
| 266252 -           | 2006 YE3                 | 16 dicembre 2006 | Spacewatch          |
| 266253 -           | 2006 YB4                 | 16 dicembre 2006 | Spacewatch          |
| 266254 -           | 2006 YZ8                 | 20 dicembre 2006 | Mount Lemmon Survey |
| 266255 -           | 2006 YB9                 | 20 dicembre 2006 | Mount Lemmon Survey |
| 266256 -           | 2006 YO16                | 21 dicembre 2006 | Mount Lemmon Survey |
| 266257 -           | 2006 YA19                | 24 dicembre 2006 | CSS                 |
| 266258 -           | 2006 YD19                | 24 dicembre 2006 | Spacewatch          |
| 266259 -           | 2006 YK36                | 21 dicembre 2006 | Spacewatch          |
| 266260 -           | 2006 YM36                | 21 dicembre 2006 | Spacewatch          |
| 266261 -           | 2006 YD37                | 21 dicembre 2006 | Spacewatch          |
| 266262 -           | 2006 YY41                | 11 agosto 2001   | NEAT                |
| 266263 -           | 2006 YG43                | 24 dicembre 2006 | Spacewatch          |
| 266264 -           | 2006 YC47                | 22 dicembre 2006 | LINEAR              |
| 266265 -           | 2007 AY3                 | 8 gennaio 2007   | CSS                 |
| 266266 -           | 2007 AL6                 | 8 gennaio 2007   | Mount Lemmon Survey |
| 266267 -           | 2007 AX9                 | 8 gennaio 2007   | Mount Lemmon Survey |
| 266268 -           | 2007 AE11                | 10 gennaio 2007  | Mount Lemmon Survey |
| 266269 -           | 2007 AM14                | 9 gennaio 2007   | Mount Lemmon Survey |
| 266270 -           | 2007 AZ15                | 10 gennaio 2007  | Mount Lemmon Survey |
| 266271 -           | 2007 AE16                | 10 gennaio 2007  | Spacewatch          |
| 266272 -           | 2007 AN16                | 10 gennaio 2007  | Mount Lemmon Survey |
| 266273 -           | 2007 AX16                | 15 gennaio 2007  | CSS                 |
| 266274 -           | 2007 AH20                | 10 gennaio 2007  | LINEAR              |
| 266275 -           | 2007 AS22                | 10 gennaio 2007  | CSS                 |
| 266276 -           | 2007 AX23                | 10 gennaio 2007  | Mount Lemmon Survey |
| 266277 -           | 2007 AG24                | 10 gennaio 2007  | Mount Lemmon Survey |
| 266278 -           | 2007 BO2                 | 17 gennaio 2007  | Spacewatch          |
| 266279 -           | 2007 BD4                 | 16 gennaio 2007  | LINEAR              |
| 266280 -           | 2007 BE4                 | 16 gennaio 2007  | LINEAR              |
| 266281 -           | 2007 BK6                 | 17 gennaio 2007  | NEAT                |
| 266282 -           | 2007 BA7                 | 18 gennaio 2007  | NEAT                |
| 266283 -           | 2007 BK11                | 17 gennaio 2007  | NEAT                |
| 266284 -           | 2007 BO14                | 17 gennaio 2007  | Spacewatch          |
| 266285 -           | 2007 BW14                | 17 gennaio 2007  | Spacewatch          |
| 266286 Bodenmüller | 2007 BQ19                | 21 gennaio 2007  | Ries, W.            |
| 266287 -           | 2007 BU29                | 24 gennaio 2007  | LINEAR              |
| 266288 -           | 2007 BM31                | 26 gennaio 2007  | Molnar, L. A.       |
| 266289 -           | 2007 BQ31                | 21 gennaio 2007  | LINEAR              |
| 266290 -           | 2007 BL36                | 24 gennaio 2007  | LINEAR              |
| 266291 -           | 2007 BF42                | 24 gennaio 2007  | CSS                 |
| 266292 -           | 2007 BV43                | 24 gennaio 2007  | CSS                 |
| 266293 -           | 2007 BB44                | 24 gennaio 2007  | CSS                 |
| 266294 -           | 2007 BW45                | 26 gennaio 2007  | LONEOS              |
| 266295 -           | 2007 BR47                | 26 gennaio 2007  | Spacewatch          |
| 266296 -           | 2007 BZ52                | 24 gennaio 2007  | Spacewatch          |
| 266297 -           | 2007 BN70                | 27 gennaio 2007  | Mount Lemmon Survey |
| 266298 -           | 2007 BB75                | 27 gennaio 2007  | Spacewatch          |
| 266299 -           | 2007 BK78                | 24 gennaio 2007  | CSS                 |
| 266300 -           | 2007 BN90                | 19 gennaio 2007  | Mauna Kea           |

## 266301-266400
| Nome     | Designazione provvisoria | Data di scoperta | Scopritore          |
| -------- | ------------------------ | ---------------- | ------------------- |
| 266301 - | 2007 BT101               | 16 gennaio 2007  | CSS                 |
| 266302 - | 2007 CG                  | 6 febbraio 2007  | Mount Lemmon Survey |
| 266303 - | 2007 CK5                 | 7 febbraio 2007  | Spacewatch          |
| 266304 - | 2007 CO8                 | 6 febbraio 2007  | Spacewatch          |
| 266305 - | 2007 CW11                | 6 febbraio 2007  | NEAT                |
| 266306 - | 2007 CD12                | 6 febbraio 2007  | Mount Lemmon Survey |
| 266307 - | 2007 CS14                | 7 febbraio 2007  | Mount Lemmon Survey |
| 266308 - | 2007 CR19                | 6 febbraio 2007  | Spacewatch          |
| 266309 - | 2007 CO20                | 6 febbraio 2007  | Mount Lemmon Survey |
| 266310 - | 2007 CO29                | 6 febbraio 2007  | Mount Lemmon Survey |
| 266311 - | 2007 CK31                | 6 febbraio 2007  | Mount Lemmon Survey |
| 266312 - | 2007 CY37                | 6 febbraio 2007  | Spacewatch          |
| 266313 - | 2007 CU40                | 7 febbraio 2007  | Spacewatch          |
| 266314 - | 2007 CO45                | 8 febbraio 2007  | NEAT                |
| 266315 - | 2007 CQ50                | 9 febbraio 2007  | Spacewatch          |
| 266316 - | 2007 CT52                | 10 febbraio 2007 | CSS                 |
| 266317 - | 2007 CQ56                | 15 febbraio 2007 | CSS                 |
| 266318 - | 2007 CS56                | 15 febbraio 2007 | CSS                 |
| 266319 - | 2007 CV64                | 7 febbraio 2007  | Mount Lemmon Survey |
| 266320 - | 2007 CD65                | 7 febbraio 2007  | Spacewatch          |
| 266321 - | 2007 CL65                | 7 febbraio 2007  | Mount Lemmon Survey |
| 266322 - | 2007 CU65                | 6 febbraio 2007  | Spacewatch          |
| 266323 - | 2007 DL2                 | 16 febbraio 2007 | Mount Lemmon Survey |
| 266324 - | 2007 DT2                 | 16 febbraio 2007 | CSS                 |
| 266325 - | 2007 DF6                 | 17 febbraio 2007 | Spacewatch          |
| 266326 - | 2007 DV9                 | 17 febbraio 2007 | Spacewatch          |
| 266327 - | 2007 DN17                | 17 febbraio 2007 | Spacewatch          |
| 266328 - | 2007 DC19                | 17 febbraio 2007 | Spacewatch          |
| 266329 - | 2007 DB24                | 17 febbraio 2007 | Spacewatch          |
| 266330 - | 2007 DH24                | 17 febbraio 2007 | Spacewatch          |
| 266331 - | 2007 DP25                | 17 febbraio 2007 | Spacewatch          |
| 266332 - | 2007 DG38                | 17 febbraio 2007 | Spacewatch          |
| 266333 - | 2007 DJ42                | 16 febbraio 2007 | NEAT                |
| 266334 - | 2007 DB47                | 21 febbraio 2007 | LINEAR              |
| 266335 - | 2007 DF59                | 22 febbraio 2007 | Spacewatch          |
| 266336 - | 2007 DT59                | 22 febbraio 2007 | LONEOS              |
| 266337 - | 2007 DD60                | 23 febbraio 2007 | Mount Lemmon Survey |
| 266338 - | 2007 DO70                | 21 febbraio 2007 | Spacewatch          |
| 266339 - | 2007 DW74                | 21 febbraio 2007 | Spacewatch          |
| 266340 - | 2007 DW77                | 23 febbraio 2007 | Spacewatch          |
| 266341 - | 2007 DK80                | 23 febbraio 2007 | Mount Lemmon Survey |
| 266342 - | 2007 DO86                | 23 febbraio 2007 | Mount Lemmon Survey |
| 266343 - | 2007 DT89                | 23 febbraio 2007 | Mount Lemmon Survey |
| 266344 - | 2007 DE90                | 23 febbraio 2007 | Spacewatch          |
| 266345 - | 2007 DU93                | 23 febbraio 2007 | Spacewatch          |
| 266346 - | 2007 DE95                | 23 febbraio 2007 | Spacewatch          |
| 266347 - | 2007 DK101               | 26 febbraio 2007 | Mount Lemmon Survey |
| 266348 - | 2007 DC102               | 24 febbraio 2007 | Nyukasa             |
| 266349 - | 2007 DA103               | 17 febbraio 2007 | NEAT                |
| 266350 - | 2007 DN105               | 16 febbraio 2007 | CSS                 |
| 266351 - | 2007 DU105               | 17 febbraio 2007 | Spacewatch          |
| 266352 - | 2007 DG109               | 21 febbraio 2007 | Mount Lemmon Survey |
| 266353 - | 2007 DV112               | 16 febbraio 2007 | CSS                 |
| 266354 - | 2007 DT114               | 27 febbraio 2007 | Spacewatch          |
| 266355 - | 2007 DK116               | 26 febbraio 2007 | Mount Lemmon Survey |
| 266356 - | 2007 EQ3                 | 9 marzo 2007     | CSS                 |
| 266357 - | 2007 EY9                 | 10 marzo 2007    | Kocher, P.          |
| 266358 - | 2007 ED25                | 10 marzo 2007    | Mount Lemmon Survey |
| 266359 - | 2007 EU34                | 10 marzo 2007    | NEAT                |
| 266360 - | 2007 EH35                | 11 marzo 2007    | Spacewatch          |
| 266361 - | 2007 EE42                | 9 marzo 2007     | Spacewatch          |
| 266362 - | 2007 EW48                | 9 marzo 2007     | Spacewatch          |
| 266363 - | 2007 ED49                | 9 marzo 2007     | Spacewatch          |
| 266364 - | 2007 ET52                | 11 marzo 2007    | Mount Lemmon Survey |
| 266365 - | 2007 ER56                | 12 marzo 2007    | Mount Lemmon Survey |
| 266366 - | 2007 EO62                | 10 marzo 2007    | Spacewatch          |
| 266367 - | 2007 EM64                | 10 marzo 2007    | Mount Lemmon Survey |
| 266368 - | 2007 EE66                | 10 marzo 2007    | Spacewatch          |
| 266369 - | 2007 EY77                | 10 marzo 2007    | Mount Lemmon Survey |
| 266370 - | 2007 EE78                | 10 marzo 2007    | Mount Lemmon Survey |
| 266371 - | 2007 EP78                | 10 marzo 2007    | Mount Lemmon Survey |
| 266372 - | 2007 EM80                | 11 marzo 2007    | Spacewatch          |
| 266373 - | 2007 EG83                | 12 marzo 2007    | Spacewatch          |
| 266374 - | 2007 EJ97                | 10 marzo 2007    | NEAT                |
| 266375 - | 2007 EN99                | 11 marzo 2007    | Spacewatch          |
| 266376 - | 2007 EP100               | 11 marzo 2007    | CSS                 |
| 266377 - | 2007 ED105               | 11 marzo 2007    | Mount Lemmon Survey |
| 266378 - | 2007 ET111               | 11 marzo 2007    | Spacewatch          |
| 266379 - | 2007 EZ111               | 11 marzo 2007    | Spacewatch          |
| 266380 - | 2007 ED113               | 12 marzo 2007    | Spacewatch          |
| 266381 - | 2007 EF115               | 13 marzo 2007    | Mount Lemmon Survey |
| 266382 - | 2007 EN115               | 13 marzo 2007    | Mount Lemmon Survey |
| 266383 - | 2007 EE120               | 13 marzo 2007    | Mount Lemmon Survey |
| 266384 - | 2007 EV122               | 14 marzo 2007    | Mount Lemmon Survey |
| 266385 - | 2007 ET124               | 14 marzo 2007    | CSS                 |
| 266386 - | 2007 EK128               | 9 marzo 2007     | Mount Lemmon Survey |
| 266387 - | 2007 EN131               | 9 marzo 2007     | Mount Lemmon Survey |
| 266388 - | 2007 ET131               | 9 marzo 2007     | Mount Lemmon Survey |
| 266389 - | 2007 EH135               | 10 marzo 2007    | Mount Lemmon Survey |
| 266390 - | 2007 EG139               | 12 marzo 2007    | Spacewatch          |
| 266391 - | 2007 ET139               | 12 marzo 2007    | Spacewatch          |
| 266392 - | 2007 EK145               | 12 marzo 2007    | Mount Lemmon Survey |
| 266393 - | 2007 EN150               | 12 marzo 2007    | Mount Lemmon Survey |
| 266394 - | 2007 ED155               | 12 marzo 2007    | Spacewatch          |
| 266395 - | 2007 EL168               | 13 marzo 2007    | Spacewatch          |
| 266396 - | 2007 EL170               | 15 marzo 2007    | Spacewatch          |
| 266397 - | 2007 EE171               | 11 marzo 2007    | Calvin College      |
| 266398 - | 2007 EC183               | 12 marzo 2007    | Mount Lemmon Survey |
| 266399 - | 2007 EA187               | 15 marzo 2007    | Mount Lemmon Survey |
| 266400 - | 2007 EW187               | 15 marzo 2007    | CSS                 |

## 266401-266500
| Nome             | Designazione provvisoria | Data di scoperta  | Scopritore              |
| ---------------- | ------------------------ | ----------------- | ----------------------- |
| 266401 -         | 2007 EO200               | 14 marzo 2007     | Mount Lemmon Survey     |
| 266402 -         | 2007 EF205               | 11 marzo 2007     | Spacewatch              |
| 266403 -         | 2007 EK211               | 8 marzo 2007      | NEAT                    |
| 266404 -         | 2007 EG219               | 13 marzo 2007     | Spacewatch              |
| 266405 -         | 2007 EB223               | 10 marzo 2007     | NEAT                    |
| 266406 -         | 2007 FQ2                 | 16 marzo 2007     | CSS                     |
| 266407 -         | 2007 FZ10                | 16 marzo 2007     | Spacewatch              |
| 266408 -         | 2007 FR16                | 20 marzo 2007     | Mount Lemmon Survey     |
| 266409 -         | 2007 FE17                | 20 marzo 2007     | Mount Lemmon Survey     |
| 266410 -         | 2007 FO25                | 20 marzo 2007     | Spacewatch              |
| 266411 -         | 2007 FP27                | 20 marzo 2007     | Mount Lemmon Survey     |
| 266412 -         | 2007 FB29                | 20 marzo 2007     | Mount Lemmon Survey     |
| 266413 -         | 2007 FJ31                | 20 marzo 2007     | Mount Lemmon Survey     |
| 266414 -         | 2007 FG38                | 27 marzo 2007     | Siding Spring Survey    |
| 266415 -         | 2007 FV38                | 27 marzo 2007     | Siding Spring Survey    |
| 266416 -         | 2007 FE39                | 30 marzo 2007     | NEAT                    |
| 266417 -         | 2007 FX43                | 16 marzo 2007     | Mount Lemmon Survey     |
| 266418 -         | 2007 GM3                 | 8 aprile 2007     | NEAT                    |
| 266419 -         | 2007 GH4                 | 9 aprile 2007     | Bickel, W.              |
| 266420 -         | 2007 GL10                | 11 aprile 2007    | Spacewatch              |
| 266421 -         | 2007 GG17                | 11 aprile 2007    | Spacewatch              |
| 266422 -         | 2007 GH18                | 11 aprile 2007    | CSS                     |
| 266423 -         | 2007 GG23                | 11 aprile 2007    | Mount Lemmon Survey     |
| 266424 -         | 2007 GR34                | 14 aprile 2007    | Spacewatch              |
| 266425 -         | 2007 GS43                | 14 aprile 2007    | Mount Lemmon Survey     |
| 266426 -         | 2007 GT44                | 14 aprile 2007    | Spacewatch              |
| 266427 -         | 2007 GM51                | 11 aprile 2007    | CSS                     |
| 266428 -         | 2007 GM52                | 14 aprile 2007    | Spacewatch              |
| 266429 -         | 2007 GQ58                | 15 aprile 2007    | Mount Lemmon Survey     |
| 266430 -         | 2007 GK59                | 15 aprile 2007    | Spacewatch              |
| 266431 -         | 2007 GX66                | 15 aprile 2007    | Spacewatch              |
| 266432 -         | 2007 GZ68                | 15 aprile 2007    | Mount Lemmon Survey     |
| 266433 -         | 2007 GM75                | 15 aprile 2007    | CSS                     |
| 266434 -         | 2007 GN77                | 15 aprile 2007    | Spacewatch              |
| 266435 -         | 2007 HF6                 | 16 aprile 2007    | CSS                     |
| 266436 -         | 2007 HY6                 | 16 aprile 2007    | LONEOS                  |
| 266437 -         | 2007 HG7                 | 16 aprile 2007    | CSS                     |
| 266438 -         | 2007 HZ23                | 18 aprile 2007    | Spacewatch              |
| 266439 -         | 2007 HY26                | 18 aprile 2007    | Spacewatch              |
| 266440 -         | 2007 HK36                | 19 aprile 2007    | Spacewatch              |
| 266441 -         | 2007 HM49                | 20 aprile 2007    | Spacewatch              |
| 266442 -         | 2007 HC65                | 22 aprile 2007    | Mount Lemmon Survey     |
| 266443 -         | 2007 HK70                | 19 aprile 2007    | Mount Lemmon Survey     |
| 266444 -         | 2007 HP81                | 25 aprile 2007    | Mount Lemmon Survey     |
| 266445 -         | 2007 HR82                | 21 aprile 2007    | LUSS                    |
| 266446 -         | 2007 HR86                | 24 aprile 2007    | Spacewatch              |
| 266447 -         | 2007 HU94                | 26 aprile 2007    | Mount Lemmon Survey     |
| 266448 -         | 2007 HV94                | 23 aprile 2007    | Mount Lemmon Survey     |
| 266449 -         | 2007 JE                  | 7 maggio 2007     | Spacewatch              |
| 266450 -         | 2007 JH2                 | 7 maggio 2007     | Mount Lemmon Survey     |
| 266451 -         | 2007 JK14                | 10 maggio 2007    | Spacewatch              |
| 266452 -         | 2007 JT26                | 9 maggio 2007     | Spacewatch              |
| 266453 -         | 2007 JR30                | 11 maggio 2007    | CSS                     |
| 266454 -         | 2007 JQ33                | 12 maggio 2007    | Mount Lemmon Survey     |
| 266455 -         | 2007 JH42                | 9 maggio 2007     | Mount Lemmon Survey     |
| 266456 -         | 2007 KS2                 | 21 maggio 2007    | Hönig, S. F., Teamo, N. |
| 266457 -         | 2007 LB                  | 5 giugno 2007     | CSS                     |
| 266458 -         | 2007 LN2                 | 8 giugno 2007     | Spacewatch              |
| 266459 -         | 2007 LA13                | 9 giugno 2007     | Spacewatch              |
| 266460 -         | 2007 LS18                | 8 giugno 2007     | Spacewatch              |
| 266461 -         | 2007 LV20                | 11 giugno 2007    | Spacewatch              |
| 266462 -         | 2007 LO24                | 14 giugno 2007    | Spacewatch              |
| 266463 -         | 2007 LD36                | 10 giugno 2007    | Spacewatch              |
| 266464 -         | 2007 LP36                | 10 giugno 2007    | Spacewatch              |
| 266465 Andalucia | 2007 OH                  | 16 luglio 2007    | OAM                     |
| 266466 -         | 2007 PZ17                | 9 agosto 2007     | LINEAR                  |
| 266467 -         | 2007 RN12                | 11 settembre 2007 | Siding Spring Survey    |
| 266468 -         | 2007 RY145               | 14 settembre 2007 | LINEAR                  |
| 266469 -         | 2007 VQ9                 | 3 novembre 2007   | Spacewatch              |
| 266470 -         | 2007 VJ326               | 3 novembre 2007   | Mount Lemmon Survey     |
| 266471 -         | 2007 YB1                 | 16 dicembre 2007  | OAM                     |
| 266472 -         | 2008 AT62                | 11 gennaio 2008   | Mount Lemmon Survey     |
| 266473 -         | 2008 AT90                | 13 gennaio 2008   | Spacewatch              |
| 266474 -         | 2008 AH107               | 15 gennaio 2008   | Spacewatch              |
| 266475 -         | 2008 AE113               | 1 gennaio 2008    | CSS                     |
| 266476 -         | 2008 BS22                | 31 gennaio 2008   | Mount Lemmon Survey     |
| 266477 -         | 2008 CX4                 | 3 febbraio 2008   | LINEAR                  |
| 266478 -         | 2008 CA41                | 2 febbraio 2008   | Spacewatch              |
| 266479 -         | 2008 CM41                | 2 febbraio 2008   | Spacewatch              |
| 266480 -         | 2008 CS44                | 2 febbraio 2008   | Spacewatch              |
| 266481 -         | 2008 CB54                | 7 febbraio 2008   | CSS                     |
| 266482 -         | 2008 CV59                | 7 febbraio 2008   | Spacewatch              |
| 266483 -         | 2008 CM91                | 8 febbraio 2008   | Spacewatch              |
| 266484 -         | 2008 CP100               | 9 febbraio 2008   | Spacewatch              |
| 266485 -         | 2008 CH149               | 9 febbraio 2008   | Spacewatch              |
| 266486 -         | 2008 CC166               | 10 febbraio 2008  | Mount Lemmon Survey     |
| 266487 -         | 2008 CE176               | 6 febbraio 2008   | LINEAR                  |
| 266488 -         | 2008 CF201               | 13 febbraio 2008  | Mount Lemmon Survey     |
| 266489 -         | 2008 CU211               | 6 febbraio 2008   | CSS                     |
| 266490 -         | 2008 DF15                | 26 febbraio 2008  | Mount Lemmon Survey     |
| 266491 -         | 2008 DL19                | 27 febbraio 2008  | Spacewatch              |
| 266492 -         | 2008 DY20                | 28 febbraio 2008  | Spacewatch              |
| 266493 -         | 2008 DG44                | 28 febbraio 2008  | Spacewatch              |
| 266494 -         | 2008 DY47                | 28 febbraio 2008  | Mount Lemmon Survey     |
| 266495 -         | 2008 DC55                | 26 febbraio 2008  | Spacewatch              |
| 266496 -         | 2008 DU67                | 29 febbraio 2008  | Spacewatch              |
| 266497 -         | 2008 DO83                | 28 febbraio 2008  | Mount Lemmon Survey     |
| 266498 -         | 2008 DF84                | 18 febbraio 2008  | Mount Lemmon Survey     |
| 266499 -         | 2008 DS85                | 28 febbraio 2008  | Spacewatch              |
| 266500 -         | 2008 EH3                 | 28 settembre 2003 | LONEOS                  |

## 266501-266600
| Nome     | Designazione provvisoria | Data di scoperta | Scopritore           |
| -------- | ------------------------ | ---------------- | -------------------- |
| 266501 - | 2008 EN11                | 1 marzo 2008     | Spacewatch           |
| 266502 - | 2008 ET15                | 1 marzo 2008     | Spacewatch           |
| 266503 - | 2008 ED18                | 1 marzo 2008     | Spacewatch           |
| 266504 - | 2008 EX20                | 2 marzo 2008     | Spacewatch           |
| 266505 - | 2008 EL40                | 4 marzo 2008     | Spacewatch           |
| 266506 - | 2008 EF41                | 4 marzo 2008     | Spacewatch           |
| 266507 - | 2008 EF42                | 4 marzo 2008     | Spacewatch           |
| 266508 - | 2008 EQ44                | 5 marzo 2008     | Spacewatch           |
| 266509 - | 2008 EM54                | 6 marzo 2008     | Spacewatch           |
| 266510 - | 2008 EU54                | 6 marzo 2008     | Spacewatch           |
| 266511 - | 2008 EO64                | 9 marzo 2008     | Mount Lemmon Survey  |
| 266512 - | 2008 EW72                | 6 marzo 2008     | Mount Lemmon Survey  |
| 266513 - | 2008 EG75                | 7 marzo 2008     | Spacewatch           |
| 266514 - | 2008 EA77                | 7 marzo 2008     | Spacewatch           |
| 266515 - | 2008 ED120               | 9 marzo 2008     | Spacewatch           |
| 266516 - | 2008 EU137               | 11 marzo 2008    | Spacewatch           |
| 266517 - | 2008 EM140               | 12 marzo 2008    | Spacewatch           |
| 266518 - | 2008 EP148               | 2 marzo 2008     | Spacewatch           |
| 266519 - | 2008 EC151               | 10 marzo 2008    | Spacewatch           |
| 266520 - | 2008 ET152               | 11 marzo 2008    | Spacewatch           |
| 266521 - | 2008 ER165               | 9 agosto 2004    | Siding Spring Survey |
| 266522 - | 2008 EJ166               | 5 marzo 2008     | Mount Lemmon Survey  |
| 266523 - | 2008 ER167               | 9 marzo 2008     | LINEAR               |
| 266524 - | 2008 FX3                 | 25 marzo 2008    | Spacewatch           |
| 266525 - | 2008 FN15                | 26 marzo 2008    | Spacewatch           |
| 266526 - | 2008 FX20                | 27 marzo 2008    | Spacewatch           |
| 266527 - | 2008 FE26                | 27 marzo 2008    | Mount Lemmon Survey  |
| 266528 - | 2008 FQ26                | 27 marzo 2008    | Spacewatch           |
| 266529 - | 2008 FF27                | 27 marzo 2008    | Spacewatch           |
| 266530 - | 2008 FE30                | 28 marzo 2008    | Spacewatch           |
| 266531 - | 2008 FT44                | 28 marzo 2008    | Mount Lemmon Survey  |
| 266532 - | 2008 FZ53                | 28 marzo 2008    | Mount Lemmon Survey  |
| 266533 - | 2008 FP57                | 28 marzo 2008    | Spacewatch           |
| 266534 - | 2008 FR57                | 28 marzo 2008    | Mount Lemmon Survey  |
| 266535 - | 2008 FV64                | 28 marzo 2008    | Spacewatch           |
| 266536 - | 2008 FN68                | 28 marzo 2008    | Mount Lemmon Survey  |
| 266537 - | 2008 FP84                | 28 marzo 2008    | Mount Lemmon Survey  |
| 266538 - | 2008 FY95                | 29 marzo 2008    | CSS                  |
| 266539 - | 2008 FG96                | 29 marzo 2008    | Mount Lemmon Survey  |
| 266540 - | 2008 FS100               | 30 marzo 2008    | Spacewatch           |
| 266541 - | 2008 FA106               | 31 marzo 2008    | Spacewatch           |
| 266542 - | 2008 FT106               | 31 marzo 2008    | Spacewatch           |
| 266543 - | 2008 FZ112               | 31 marzo 2008    | Spacewatch           |
| 266544 - | 2008 FV118               | 31 marzo 2008    | Mount Lemmon Survey  |
| 266545 - | 2008 FO123               | 29 marzo 2008    | Spacewatch           |
| 266546 - | 2008 FA124               | 29 marzo 2008    | Spacewatch           |
| 266547 - | 2008 FN129               | 31 marzo 2008    | Spacewatch           |
| 266548 - | 2008 FN132               | 28 marzo 2008    | Spacewatch           |
| 266549 - | 2008 FG134               | 29 marzo 2008    | Mount Lemmon Survey  |
| 266550 - | 2008 GY5                 | 1 aprile 2008    | Spacewatch           |
| 266551 - | 2008 GA15                | 3 aprile 2008    | Mount Lemmon Survey  |
| 266552 - | 2008 GN20                | 7 aprile 2008    | Dillon, W. G.        |
| 266553 - | 2008 GX32                | 3 aprile 2008    | Spacewatch           |
| 266554 - | 2008 GU34                | 3 aprile 2008    | Mount Lemmon Survey  |
| 266555 - | 2008 GX37                | 3 aprile 2008    | Spacewatch           |
| 266556 - | 2008 GB38                | 3 aprile 2008    | Spacewatch           |
| 266557 - | 2008 GF38                | 3 aprile 2008    | Spacewatch           |
| 266558 - | 2008 GR38                | 3 aprile 2008    | Mount Lemmon Survey  |
| 266559 - | 2008 GU47                | 4 aprile 2008    | Spacewatch           |
| 266560 - | 2008 GN54                | 5 aprile 2008    | Mount Lemmon Survey  |
| 266561 - | 2008 GR60                | 5 aprile 2008    | CSS                  |
| 266562 - | 2008 GJ62                | 5 aprile 2008    | CSS                  |
| 266563 - | 2008 GD63                | 5 aprile 2008    | CSS                  |
| 266564 - | 2008 GX69                | 6 aprile 2008    | Mount Lemmon Survey  |
| 266565 - | 2008 GZ76                | 7 aprile 2008    | Spacewatch           |
| 266566 - | 2008 GH105               | 11 aprile 2008   | Spacewatch           |
| 266567 - | 2008 GY115               | 11 aprile 2008   | Spacewatch           |
| 266568 - | 2008 GP120               | 12 aprile 2008   | CSS                  |
| 266569 - | 2008 GD122               | 13 aprile 2008   | Spacewatch           |
| 266570 - | 2008 GG129               | 2 aprile 2008    | Spacewatch           |
| 266571 - | 2008 GW129               | 4 aprile 2008    | Mount Lemmon Survey  |
| 266572 - | 2008 GH132               | 12 aprile 2008   | Spacewatch           |
| 266573 - | 2008 HH1                 | 24 aprile 2008   | Spacewatch           |
| 266574 - | 2008 HK3                 | 24 aprile 2008   | Andrushivka          |
| 266575 - | 2008 HT5                 | 24 aprile 2008   | Spacewatch           |
| 266576 - | 2008 HO7                 | 24 aprile 2008   | Spacewatch           |
| 266577 - | 2008 HQ11                | 24 aprile 2008   | Spacewatch           |
| 266578 - | 2008 HS11                | 24 aprile 2008   | CSS                  |
| 266579 - | 2008 HA14                | 25 aprile 2008   | Spacewatch           |
| 266580 - | 2008 HL18                | 26 aprile 2008   | Spacewatch           |
| 266581 - | 2008 HG20                | 26 aprile 2008   | Mount Lemmon Survey  |
| 266582 - | 2008 HC25                | 27 aprile 2008   | Spacewatch           |
| 266583 - | 2008 HT28                | 28 aprile 2008   | Spacewatch           |
| 266584 - | 2008 HT33                | 26 aprile 2008   | Spacewatch           |
| 266585 - | 2008 HE35                | 28 aprile 2008   | Spacewatch           |
| 266586 - | 2008 HF47                | 28 aprile 2008   | Spacewatch           |
| 266587 - | 2008 HN49                | 29 aprile 2008   | Mount Lemmon Survey  |
| 266588 - | 2008 HO55                | 29 aprile 2008   | Spacewatch           |
| 266589 - | 2008 HN61                | 30 aprile 2008   | Mount Lemmon Survey  |
| 266590 - | 2008 HE65                | 29 aprile 2008   | Mount Lemmon Survey  |
| 266591 - | 2008 HX68                | 30 aprile 2008   | Spacewatch           |
| 266592 - | 2008 HN70                | 29 aprile 2008   | LINEAR               |
| 266593 - | 2008 JU                  | 1 maggio 2008    | CSS                  |
| 266594 - | 2008 JT4                 | 2 maggio 2008    | CSS                  |
| 266595 - | 2008 JD10                | 3 maggio 2008    | Spacewatch           |
| 266596 - | 2008 JB13                | 3 maggio 2008    | Spacewatch           |
| 266597 - | 2008 JX14                | 6 maggio 2008    | Kugel, F.            |
| 266598 - | 2008 JM25                | 6 maggio 2008    | Spacewatch           |
| 266599 - | 2008 JP25                | 7 maggio 2008    | Spacewatch           |
| 266600 - | 2008 JA26                | 8 maggio 2008    | Mount Lemmon Survey  |

## 266601-266700
| Nome          | Designazione provvisoria | Data di scoperta  | Scopritore                        |
| ------------- | ------------------------ | ----------------- | --------------------------------- |
| 266601 -      | 2008 JV30                | 14 maggio 2008    | Spacewatch                        |
| 266602 -      | 2008 JH31                | 5 maggio 2008     | Mount Lemmon Survey               |
| 266603 -      | 2008 JC37                | 13 maggio 2008    | Mount Lemmon Survey               |
| 266604 -      | 2008 KA8                 | 27 maggio 2008    | Spacewatch                        |
| 266605 -      | 2008 KV20                | 28 maggio 2008    | Mount Lemmon Survey               |
| 266606 -      | 2008 KR38                | 30 maggio 2008    | Spacewatch                        |
| 266607 -      | 2008 LV15                | 10 giugno 2008    | Spacewatch                        |
| 266608 -      | 2008 LT16                | 14 giugno 2008    | Hug, G.                           |
| 266609 -      | 2008 MR                  | 26 giugno 2008    | OAM                               |
| 266610 -      | 2008 OK3                 | 27 luglio 2008    | BATTeRS                           |
| 266611 -      | 2008 OK9                 | 29 luglio 2008    | OAM                               |
| 266612 -      | 2008 OQ9                 | 29 luglio 2008    | OAM                               |
| 266613 -      | 2008 OQ10                | 31 luglio 2008    | Hönig, S. F., Teamo, N.           |
| 266614 -      | 2008 OV10                | 30 luglio 2008    | Broughton, J.                     |
| 266615 -      | 2008 OD12                | 25 luglio 2008    | OAM                               |
| 266616 -      | 2008 OZ17                | 30 luglio 2008    | Spacewatch                        |
| 266617 -      | 2008 OX23                | 30 luglio 2008    | Spacewatch                        |
| 266618 -      | 2008 PF4                 | 3 agosto 2008     | Ferrando, R.                      |
| 266619 -      | 2008 PC6                 | 4 agosto 2008     | OAM                               |
| 266620 -      | 2008 PS13                | 10 agosto 2008    | Kugel, F.                         |
| 266621 -      | 2008 PY16                | 7 agosto 2008     | Teamo, N.                         |
| 266622 Málna  | 2008 QO3                 | 24 agosto 2008    | Sárneczky, K.                     |
| 266623 -      | 2008 QF5                 | 22 agosto 2008    | Spacewatch                        |
| 266624 -      | 2008 QH8                 | 25 agosto 2008    | OAM                               |
| 266625 -      | 2008 QL10                | 26 agosto 2008    | OAM                               |
| 266626 -      | 2008 QP21                | 26 agosto 2008    | LINEAR                            |
| 266627 -      | 2008 QL26                | 29 agosto 2008    | OAM                               |
| 266628 -      | 2008 QT30                | 30 agosto 2008    | LINEAR                            |
| 266629 -      | 2008 QL47                | 23 agosto 2008    | Spacewatch                        |
| 266630 -      | 2008 RX5                 | 2 settembre 2008  | Spacewatch                        |
| 266631 -      | 2008 RC73                | 6 settembre 2008  | Mount Lemmon Survey               |
| 266632 -      | 2008 RE73                | 6 settembre 2008  | Mount Lemmon Survey               |
| 266633 -      | 2008 RB78                | 9 settembre 2008  | BATTeRS                           |
| 266634 -      | 2008 RH82                | 4 settembre 2008  | Spacewatch                        |
| 266635 -      | 2008 RS82                | 4 settembre 2008  | Spacewatch                        |
| 266636 -      | 2008 RV95                | 7 settembre 2008  | CSS                               |
| 266637 -      | 2008 RN99                | 2 settembre 2008  | Spacewatch                        |
| 266638 -      | 2008 RQ115               | 7 settembre 2008  | Mount Lemmon Survey               |
| 266639 -      | 2008 RL127               | 6 settembre 2008  | Spacewatch                        |
| 266640 -      | 2008 RY135               | 4 settembre 2008  | Spacewatch                        |
| 266641 -      | 2008 SH14                | 19 settembre 2008 | Spacewatch                        |
| 266642 -      | 2008 SE16                | 19 settembre 2008 | Spacewatch                        |
| 266643 -      | 2008 SF62                | 21 settembre 2008 | Spacewatch                        |
| 266644 -      | 2008 SP143               | 24 settembre 2008 | Mount Lemmon Survey               |
| 266645 -      | 2008 SS202               | 26 settembre 2008 | Spacewatch                        |
| 266646 Zaphod | 2008 SD209               | 28 settembre 2008 | Astronomical Research Observatory |
| 266647 -      | 2008 SH229               | 28 settembre 2008 | Mount Lemmon Survey               |
| 266648 -      | 2008 SX260               | 23 settembre 2008 | Mount Lemmon Survey               |
| 266649 -      | 2008 SG287               | 23 settembre 2008 | Spacewatch                        |
| 266650 -      | 2008 TS1                 | 2 ottobre 2008    | LINEAR                            |
| 266651 -      | 2008 TY4                 | 1 ottobre 2008    | OAM                               |
| 266652 -      | 2008 TA30                | 1 ottobre 2008    | Mount Lemmon Survey               |
| 266653 -      | 2008 TS30                | 1 ottobre 2008    | Spacewatch                        |
| 266654 -      | 2008 TL87                | 3 ottobre 2008    | Spacewatch                        |
| 266655 -      | 2008 TT121               | 7 ottobre 2008    | CSS                               |
| 266656 -      | 2008 TG142               | 9 ottobre 2008    | Mount Lemmon Survey               |
| 266657 -      | 2008 TA168               | 1 ottobre 2008    | CSS                               |
| 266658 -      | 2008 TZ180               | 9 ottobre 2008    | CSS                               |
| 266659 -      | 2008 TR181               | 1 ottobre 2008    | Spacewatch                        |
| 266660 -      | 2008 UF82                | 22 ottobre 2008   | Mount Lemmon Survey               |
| 266661 -      | 2008 UV192               | 25 ottobre 2008   | Mount Lemmon Survey               |
| 266662 -      | 2008 UJ209               | 23 ottobre 2008   | Spacewatch                        |
| 266663 -      | 2008 UH223               | 25 ottobre 2008   | Spacewatch                        |
| 266664 -      | 2008 VG54                | 6 novembre 2008   | Spacewatch                        |
| 266665 -      | 2008 VG76                | 1 novembre 2008   | Mount Lemmon Survey               |
| 266666 -      | 2008 VH77                | 3 novembre 2008   | Mount Lemmon Survey               |
| 266667 -      | 2008 WS117               | 30 novembre 2008  | Mount Lemmon Survey               |
| 266668 -      | 2008 WO136               | 20 novembre 2008  | LINEAR                            |
| 266669 -      | 2008 XR11                | 1 dicembre 2008   | CSS                               |
| 266670 -      | 2008 YZ109               | 30 dicembre 2008  | Mount Lemmon Survey               |
| 266671 -      | 2008 YZ111               | 31 dicembre 2008  | Spacewatch                        |
| 266672 -      | 2008 YD168               | 22 dicembre 2008  | CSS                               |
| 266673 -      | 2008 YY170               | 31 dicembre 2008  | Spacewatch                        |
| 266674 -      | 2009 AN10                | 2 gennaio 2009    | Mount Lemmon Survey               |
| 266675 -      | 2009 BD94                | 25 gennaio 2009   | Spacewatch                        |
| 266676 -      | 2009 FV56                | 24 marzo 2009     | CSS                               |
| 266677 -      | 2009 HG71                | 22 aprile 2009    | Mount Lemmon Survey               |
| 266678 -      | 2009 HU82                | 24 aprile 2009    | Mount Lemmon Survey               |
| 266679 -      | 2009 KV4                 | 22 maggio 2009    | Teamo, N.                         |
| 266680 -      | 2009 MV6                 | 23 giugno 2009    | Mount Lemmon Survey               |
| 266681 -      | 2009 OO2                 | 17 luglio 2009    | OAM                               |
| 266682 -      | 2009 OK10                | 30 luglio 2009    | Spacewatch                        |
| 266683 -      | 2009 OB12                | 27 luglio 2009    | Spacewatch                        |
| 266684 -      | 2009 OQ13                | 27 luglio 2009    | Spacewatch                        |
| 266685 -      | 2009 OL15                | 28 luglio 2009    | Spacewatch                        |
| 266686 -      | 2009 OM20                | 29 luglio 2009    | OAM                               |
| 266687 -      | 2009 OL21                | 26 luglio 2009    | OAM                               |
| 266688 -      | 2009 OH23                | 20 luglio 2009    | Siding Spring Survey              |
| 266689 -      | 2009 OB24                | 31 luglio 2009    | Spacewatch                        |
| 266690 -      | 2009 OP24                | 20 luglio 2009    | Siding Spring Survey              |
| 266691 -      | 2009 PB                  | 1 agosto 2009     | Tozzi, F.                         |
| 266692 -      | 2009 PJ1                 | 14 agosto 2009    | Kugel, F.                         |
| 266693 -      | 2009 PT11                | 15 agosto 2009    | CSS                               |
| 266694 -      | 2009 PY11                | 15 agosto 2009    | CSS                               |
| 266695 -      | 2009 PS17                | 10 agosto 2009    | Spacewatch                        |
| 266696 -      | 2009 PU19                | 15 agosto 2009    | Spacewatch                        |
| 266697 -      | 2009 PD20                | 15 agosto 2009    | Spacewatch                        |
| 266698 -      | 2009 PF20                | 15 agosto 2009    | Spacewatch                        |
| 266699 -      | 2009 PT20                | 15 agosto 2009    | LINEAR                            |
| 266700 -      | 2009 PD21                | 15 agosto 2009    | Spacewatch                        |

## 266701-266800
| Nome                   | Designazione provvisoria | Data di scoperta  | Scopritore               |
| ---------------------- | ------------------------ | ----------------- | ------------------------ |
| 266701 -               | 2009 QL7                 | 17 agosto 2009    | CSS                      |
| 266702 -               | 2009 QG9                 | 19 agosto 2009    | LINEAR                   |
| 266703 -               | 2009 QG19                | 18 agosto 2009    | Bickel, W.               |
| 266704 -               | 2009 QW19                | 19 agosto 2009    | OAM                      |
| 266705 -               | 2009 QZ21                | 20 agosto 2009    | OAM                      |
| 266706 -               | 2009 QL27                | 21 agosto 2009    | Kugel, F.                |
| 266707 -               | 2009 QD30                | 24 agosto 2009    | Farra d'Isonzo           |
| 266708 -               | 2009 QE31                | 24 agosto 2009    | OAM                      |
| 266709 -               | 2009 QZ32                | 26 agosto 2009    | CSS                      |
| 266710 Pedrettiadriana | 2009 QH37                | 31 agosto 2009    | Micheli, M.              |
| 266711 Tuttlingen      | 2009 QX38                | 30 agosto 2009    | Kling, R., Zimmer, U.    |
| 266712 -               | 2009 QA47                | 28 agosto 2009    | OAM                      |
| 266713 -               | 2009 QL47                | 28 agosto 2009    | OAM                      |
| 266714 -               | 2009 QT47                | 28 agosto 2009    | OAM                      |
| 266715 -               | 2009 QT51                | 29 agosto 2009    | OAM                      |
| 266716 -               | 2009 QQ53                | 16 agosto 2009    | Spacewatch               |
| 266717 -               | 2009 QK55                | 29 agosto 2009    | Spacewatch               |
| 266718 -               | 2009 QC57                | 19 agosto 2009    | Spacewatch               |
| 266719 -               | 2009 QW62                | 27 agosto 2009    | Spacewatch               |
| 266720 -               | 2009 RJ                  | 9 settembre 2009  | OAM                      |
| 266721 -               | 2009 RX6                 | 10 settembre 2009 | CSS                      |
| 266722 -               | 2009 RL12                | 12 settembre 2009 | Spacewatch               |
| 266723 -               | 2009 RE14                | 12 settembre 2009 | Spacewatch               |
| 266724 -               | 2009 RN18                | 12 settembre 2009 | Spacewatch               |
| 266725 Vonputtkamer    | 2009 RU26                | 13 settembre 2009 | Busch, M., Kresken, R.   |
| 266726 -               | 2009 RM31                | 14 settembre 2009 | Spacewatch               |
| 266727 -               | 2009 RX31                | 14 settembre 2009 | Spacewatch               |
| 266728 -               | 2009 RG32                | 14 settembre 2009 | Spacewatch               |
| 266729 -               | 2009 RN34                | 14 settembre 2009 | Spacewatch               |
| 266730 -               | 2009 RC49                | 15 settembre 2009 | Spacewatch               |
| 266731 -               | 2009 RN59                | 15 settembre 2009 | Spacewatch               |
| 266732 -               | 2009 RV60                | 14 settembre 2009 | CSS                      |
| 266733 -               | 2009 RO68                | 15 settembre 2009 | Spacewatch               |
| 266734 -               | 2009 SO                  | 16 settembre 2009 | Birtwhistle, P.          |
| 266735 -               | 2009 SH3                 | 16 settembre 2009 | Spacewatch               |
| 266736 -               | 2009 SU3                 | 16 settembre 2009 | Spacewatch               |
| 266737 -               | 2009 SQ21                | 22 settembre 2009 | Bickel, W.               |
| 266738 -               | 2009 SA25                | 16 settembre 2009 | Spacewatch               |
| 266739 -               | 2009 SN31                | 16 settembre 2009 | Spacewatch               |
| 266740 -               | 2009 ST33                | 16 settembre 2009 | Spacewatch               |
| 266741 -               | 2009 SF43                | 16 settembre 2009 | Spacewatch               |
| 266742 -               | 2009 SJ43                | 16 settembre 2009 | Spacewatch               |
| 266743 -               | 2009 SV47                | 16 settembre 2009 | Spacewatch               |
| 266744 -               | 2009 SE50                | 17 settembre 2009 | Spacewatch               |
| 266745 -               | 2009 SS50                | 17 settembre 2009 | Spacewatch               |
| 266746 -               | 2009 SF52                | 17 settembre 2009 | Spacewatch               |
| 266747 -               | 2009 SH60                | 17 settembre 2009 | Spacewatch               |
| 266748 -               | 2009 SS60                | 17 settembre 2009 | Spacewatch               |
| 266749 -               | 2009 SQ62                | 17 settembre 2009 | Mount Lemmon Survey      |
| 266750 -               | 2009 SU65                | 17 settembre 2009 | Spacewatch               |
| 266751 -               | 2009 SD69                | 17 settembre 2009 | Spacewatch               |
| 266752 -               | 2009 SJ70                | 17 settembre 2009 | Spacewatch               |
| 266753 -               | 2009 SL76                | 17 settembre 2009 | Spacewatch               |
| 266754 -               | 2009 SA77                | 17 settembre 2009 | Spacewatch               |
| 266755 -               | 2009 SK84                | 25 dicembre 2005  | Spacewatch               |
| 266756 -               | 2009 SN87                | 18 settembre 2009 | Mount Lemmon Survey      |
| 266757 -               | 2009 SS87                | 18 settembre 2009 | Spacewatch               |
| 266758 -               | 2009 SV102               | 24 settembre 2009 | Lowe, A.                 |
| 266759 -               | 2009 SE103               | 25 settembre 2009 | Lowe, A.                 |
| 266760 -               | 2009 SO110               | 17 settembre 2009 | Mount Lemmon Survey      |
| 266761 -               | 2009 SY116               | 18 settembre 2009 | Spacewatch               |
| 266762 -               | 2009 SF122               | 18 settembre 2009 | Spacewatch               |
| 266763 -               | 2009 SN129               | 18 settembre 2009 | Spacewatch               |
| 266764 -               | 2009 SV129               | 18 settembre 2009 | Spacewatch               |
| 266765 -               | 2009 SH133               | 18 settembre 2009 | Spacewatch               |
| 266766 -               | 2009 SA134               | 18 settembre 2009 | Spacewatch               |
| 266767 -               | 2009 SS137               | 18 settembre 2009 | Spacewatch               |
| 266768 -               | 2009 SK138               | 18 settembre 2009 | Spacewatch               |
| 266769 -               | 2009 SG158               | 20 settembre 2009 | Spacewatch               |
| 266770 -               | 2009 SE165               | 22 settembre 2009 | OAM                      |
| 266771 -               | 2009 SN169               | 24 settembre 2009 | Bickel, W.               |
| 266772 -               | 2009 SW172               | 13 febbraio 2002  | Sloan Digital Sky Survey |
| 266773 -               | 2009 SC188               | 21 settembre 2009 | Spacewatch               |
| 266774 -               | 2009 ST196               | 22 settembre 2009 | Spacewatch               |
| 266775 -               | 2009 SZ198               | 22 settembre 2009 | Spacewatch               |
| 266776 -               | 2009 SF203               | 22 settembre 2009 | Spacewatch               |
| 266777 -               | 2009 SU210               | 23 settembre 2009 | Spacewatch               |
| 266778 -               | 2009 SV213               | 23 settembre 2009 | Spacewatch               |
| 266779 -               | 2009 SO217               | 13 marzo 2002     | Spacewatch               |
| 266780 -               | 2009 SB218               | 24 settembre 2009 | Mount Lemmon Survey      |
| 266781 -               | 2009 SR237               | 16 settembre 2009 | CSS                      |
| 266782 -               | 2009 SK238               | 16 settembre 2009 | CSS                      |
| 266783 -               | 2009 SN241               | 18 settembre 2009 | CSS                      |
| 266784 -               | 2009 SU244               | 17 settembre 2009 | Spacewatch               |
| 266785 -               | 2009 SC251               | 20 settembre 2009 | Spacewatch               |
| 266786 -               | 2009 SE253               | 22 settembre 2009 | Spacewatch               |
| 266787 -               | 2009 SJ260               | 22 settembre 2009 | Mount Lemmon Survey      |
| 266788 -               | 2009 SN264               | 23 settembre 2009 | Mount Lemmon Survey      |
| 266789 -               | 2009 SC268               | 9 ottobre 2004    | Spacewatch               |
| 266790 -               | 2009 SR268               | 24 settembre 2009 | Spacewatch               |
| 266791 -               | 2009 SA271               | 24 settembre 2009 | Spacewatch               |
| 266792 -               | 2009 SO274               | 25 settembre 2009 | Spacewatch               |
| 266793 -               | 2009 SQ277               | 25 settembre 2009 | Spacewatch               |
| 266794 -               | 2009 SK302               | 16 settembre 2009 | CSS                      |
| 266795 -               | 2009 SL307               | 17 settembre 2009 | Spacewatch               |
| 266796 -               | 2009 SW313               | 18 settembre 2009 | Spacewatch               |
| 266797 -               | 2009 SG316               | 19 settembre 2009 | Spacewatch               |
| 266798 -               | 2009 SJ328               | 26 settembre 2009 | Spacewatch               |
| 266799 -               | 2009 SG338               | 27 settembre 2009 | Spacewatch               |
| 266800 -               | 2009 SM338               | 22 settembre 2009 | Mount Lemmon Survey      |

## 266801-266900
| Nome                | Designazione provvisoria | Data di scoperta  | Scopritore           |
| ------------------- | ------------------------ | ----------------- | -------------------- |
| 266801 -            | 2009 SR338               | 18 settembre 2009 | CSS                  |
| 266802 -            | 2009 SV339               | 22 settembre 2009 | Mount Lemmon Survey  |
| 266803 -            | 2009 SW342               | 17 settembre 2009 | Spacewatch           |
| 266804 -            | 2009 SO343               | 17 settembre 2009 | Spacewatch           |
| 266805 -            | 2009 SN350               | 26 settembre 2009 | Spacewatch           |
| 266806 -            | 2009 SF352               | 29 settembre 2009 | Mount Lemmon Survey  |
| 266807 -            | 2009 SQ353               | 18 settembre 2009 | Mount Lemmon Survey  |
| 266808 -            | 2009 SN355               | 12 ottobre 1998   | Spacewatch           |
| 266809 -            | 2009 SJ359               | 22 settembre 2009 | Spacewatch           |
| 266810 -            | 2009 SN359               | 23 settembre 2009 | Spacewatch           |
| 266811 -            | 2009 ST359               | 25 settembre 2009 | Spacewatch           |
| 266812 -            | 2009 SL361               | 18 settembre 2009 | CSS                  |
| 266813 -            | 2009 SW363               | 24 settembre 2009 | Mount Lemmon Survey  |
| 266814 -            | 2009 TX2                 | 13 ottobre 2009   | Lowe, A.             |
| 266815 -            | 2009 TR5                 | 11 ottobre 2009   | Mount Lemmon Survey  |
| 266816 -            | 2009 TO6                 | 12 ottobre 2009   | OAM                  |
| 266817 -            | 2009 TU10                | 11 ottobre 2009   | Mount Lemmon Survey  |
| 266818 -            | 2009 TD11                | 12 ottobre 2009   | OAM                  |
| 266819 -            | 2009 TQ11                | 14 ottobre 2009   | Bickel, W.           |
| 266820 -            | 2009 TQ21                | 12 ottobre 2009   | OAM                  |
| 266821 -            | 2009 TK22                | 13 ottobre 2009   | OAM                  |
| 266822 -            | 2009 TD24                | 8 ottobre 2004    | Spacewatch           |
| 266823 -            | 2009 TJ26                | 14 ottobre 2009   | OAM                  |
| 266824 -            | 2009 TX27                | 15 ottobre 2009   | OAM                  |
| 266825 -            | 2009 TP34                | 12 ottobre 2009   | OAM                  |
| 266826 -            | 2009 TX35                | 14 ottobre 2009   | CSS                  |
| 266827 -            | 2009 TS36                | 15 ottobre 2009   | Bickel, W.           |
| 266828 -            | 2009 TP37                | 8 ottobre 2009    | OAM                  |
| 266829 -            | 2009 TF39                | 15 ottobre 2009   | CSS                  |
| 266830 -            | 2009 TM41                | 15 ottobre 2009   | CSS                  |
| 266831 -            | 2009 UW3                 | 18 ottobre 2009   | Karge, S., Kling, R. |
| 266832 -            | 2009 UF4                 | 17 ottobre 2009   | BATTeRS              |
| 266833 -            | 2009 UY13                | 19 ottobre 2009   | LINEAR               |
| 266834 -            | 2009 UJ15                | 16 ottobre 2009   | Mount Lemmon Survey  |
| 266835 -            | 2009 UP17                | 20 ottobre 2009   | BATTeRS              |
| 266836 -            | 2009 UK18                | 20 ottobre 2009   | Sachs, J.            |
| 266837 -            | 2009 UQ19                | 24 ottobre 2009   | Farra d'Isonzo       |
| 266838 -            | 2009 UW21                | 16 ottobre 2009   | CSS                  |
| 266839 -            | 2009 UV22                | 17 ottobre 2009   | Mount Lemmon Survey  |
| 266840 -            | 2009 UN24                | 18 ottobre 2009   | Mount Lemmon Survey  |
| 266841 -            | 2009 UA27                | 21 ottobre 2009   | Mount Lemmon Survey  |
| 266842 -            | 2009 UZ29                | 18 ottobre 2009   | Mount Lemmon Survey  |
| 266843 -            | 2009 UY32                | 18 ottobre 2009   | Mount Lemmon Survey  |
| 266844 -            | 2009 UL33                | 18 ottobre 2009   | Mount Lemmon Survey  |
| 266845 -            | 2009 UW43                | 18 ottobre 2009   | Mount Lemmon Survey  |
| 266846 -            | 2009 UA46                | 18 ottobre 2009   | Mount Lemmon Survey  |
| 266847 -            | 2009 UE46                | 18 ottobre 2009   | Mount Lemmon Survey  |
| 266848 -            | 2009 UB53                | 22 ottobre 2009   | Spacewatch           |
| 266849 -            | 2009 UH61                | 17 ottobre 2009   | Mount Lemmon Survey  |
| 266850 -            | 2009 UL61                | 6 novembre 2005   | Mount Lemmon Survey  |
| 266851 -            | 2009 UK79                | 27 febbraio 2001  | Spacewatch           |
| 266852 -            | 2009 UB87                | 24 ottobre 2009   | CSS                  |
| 266853 -            | 2009 UP88                | 21 ottobre 2009   | CSS                  |
| 266854 Sezenaksu    | 2009 UB90                | 24 ottobre 2009   | Merlin, J.-C.        |
| 266855 -            | 2009 UD97                | 22 ottobre 2009   | Mount Lemmon Survey  |
| 266856 -            | 2009 UV97                | 23 ottobre 2009   | Mount Lemmon Survey  |
| 266857 -            | 2009 UH98                | 23 ottobre 2009   | Mount Lemmon Survey  |
| 266858 -            | 2009 UK99                | 23 ottobre 2009   | Mount Lemmon Survey  |
| 266859 -            | 2009 UJ109               | 23 ottobre 2009   | Spacewatch           |
| 266860 -            | 2009 UZ109               | 23 ottobre 2009   | Spacewatch           |
| 266861 -            | 2009 UO112               | 25 ottobre 2009   | OAM                  |
| 266862 -            | 2009 UC121               | 24 ottobre 2009   | Spacewatch           |
| 266863 -            | 2009 UH133               | 21 ottobre 2009   | Mount Lemmon Survey  |
| 266864 -            | 2009 UE138               | 27 ottobre 2009   | Spacewatch           |
| 266865 -            | 2009 UR138               | 22 ottobre 2009   | Mount Lemmon Survey  |
| 266866 -            | 2009 UX138               | 26 ottobre 2009   | Spacewatch           |
| 266867 -            | 2009 UN141               | 16 ottobre 2009   | CSS                  |
| 266868 -            | 2009 UG151               | 26 ottobre 2009   | Spacewatch           |
| 266869 -            | 2009 UZ151               | 18 ottobre 2009   | LINEAR               |
| 266870 -            | 2009 UY154               | 22 ottobre 2009   | CSS                  |
| 266871 -            | 2009 VR3                 | 8 novembre 2009   | Spacewatch           |
| 266872 -            | 2009 VA21                | 9 novembre 2009   | Mount Lemmon Survey  |
| 266873 -            | 2009 VQ22                | 9 novembre 2009   | Mount Lemmon Survey  |
| 266874 -            | 2009 VA33                | 9 novembre 2009   | Mount Lemmon Survey  |
| 266875 -            | 2009 VS38                | 9 novembre 2009   | Spacewatch           |
| 266876 -            | 2009 VB53                | 10 novembre 2009  | Mount Lemmon Survey  |
| 266877 -            | 2009 VP59                | 9 novembre 2009   | CSS                  |
| 266878 -            | 2009 VN64                | 9 novembre 2009   | Spacewatch           |
| 266879 -            | 2009 VL73                | 11 novembre 2009  | Mount Lemmon Survey  |
| 266880 -            | 2009 VK77                | 9 novembre 2009   | CSS                  |
| 266881 -            | 2009 VW78                | 10 novembre 2009  | CSS                  |
| 266882 -            | 2009 VP79                | 10 novembre 2009  | CSS                  |
| 266883 -            | 2009 VD80                | 11 novembre 2009  | CSS                  |
| 266884 -            | 2009 VV92                | 10 novembre 2009  | CSS                  |
| 266885 -            | 2009 VS108               | 9 novembre 2009   | Spacewatch           |
| 266886 -            | 2009 VB112               | 8 novembre 2009   | CSS                  |
| 266887 Wolfgangries | 2009 WO24                | 19 novembre 2009  | Gierlinger, R.       |
| 266888 -            | 2009 WU45                | 18 novembre 2009  | Mount Lemmon Survey  |
| 266889 -            | 2009 WW46                | 18 novembre 2009  | Mount Lemmon Survey  |
| 266890 -            | 2009 WN48                | 19 novembre 2009  | Mount Lemmon Survey  |
| 266891 -            | 2009 WR49                | 19 novembre 2009  | Mount Lemmon Survey  |
| 266892 -            | 2009 WL50                | 19 novembre 2009  | OAM                  |
| 266893 -            | 2009 WA76                | 18 novembre 2009  | Spacewatch           |
| 266894 -            | 2009 WR81                | 18 novembre 2009  | OAM                  |
| 266895 -            | 2009 WS81                | 18 novembre 2009  | OAM                  |
| 266896 -            | 2009 WR101               | 20 marzo 2001     | Sapcewatch           |
| 266897 -            | 2009 WK104               | 18 novembre 2009  | OAM                  |
| 266898 -            | 2009 WY105               | 24 agosto 2008    | Spacewatch           |
| 266899 -            | 2009 WA106               | 26 novembre 2009  | Lowe, A.             |
| 266900 -            | 2009 WN112               | 17 novembre 2009  | CSS                  |

## 266901-267000
| Nome              | Designazione provvisoria | Data di scoperta  | Scopritore                                                |
| ----------------- | ------------------------ | ----------------- | --------------------------------------------------------- |
| 266901 -          | 2009 WL121               | 20 novembre 2009  | Spacewatch                                                |
| 266902 -          | 2009 WH146               | 19 novembre 2009  | Mount Lemmon Survey                                       |
| 266903 -          | 2009 WO156               | 20 novembre 2009  | Spacewatch                                                |
| 266904 -          | 2009 WE175               | 23 novembre 2009  | Spacewatch                                                |
| 266905 -          | 2009 WP177               | 23 novembre 2009  | Mount Lemmon Survey                                       |
| 266906 -          | 2009 WN193               | 24 novembre 2009  | Mount Lemmon Survey                                       |
| 266907 -          | 2009 WB203               | 16 novembre 2009  | Spacewatch                                                |
| 266908 -          | 2009 WX209               | 18 novembre 2009  | Spacewatch                                                |
| 266909 -          | 2009 WP220               | 16 novembre 2009  | Mount Lemmon Survey                                       |
| 266910 -          | 2009 WD234               | 18 novembre 2009  | Mount Lemmon Survey                                       |
| 266911 -          | 2009 WV248               | 17 novembre 2009  | CSS                                                       |
| 266912 -          | 2009 WZ248               | 18 novembre 2009  | Mount Lemmon Survey                                       |
| 266913 -          | 2009 WQ251               | 23 agosto 2003    | NEAT                                                      |
| 266914 -          | 2009 WV260               | 25 novembre 2009  | Spacewatch                                                |
| 266915 -          | 2009 XX12                | 11 dicembre 2009  | CSS                                                       |
| 266916 -          | 2009 YJ22                | 17 dicembre 2009  | Spacewatch                                                |
| 266917 -          | 2010 AN                  | 4 gennaio 2010    | Spacewatch                                                |
| 266918 -          | 2010 AZ71                | 13 gennaio 2010   | Spacewatch                                                |
| 266919 -          | 2010 BS24                | 17 gennaio 2010   | WISE                                                      |
| 266920 -          | 2010 CY21                | 9 febbraio 2010   | Spacewatch                                                |
| 266921 Culhane    | 2010 CN52                | 14 febbraio 2010  | WISE                                                      |
| 266922 -          | 2010 CC173               | 6 febbraio 2010   | Spacewatch                                                |
| 266923 -          | 2010 DS21                | 16 febbraio 2010  | LINEAR                                                    |
| 266924 -          | 2010 DK52                | 21 febbraio 2010  | WISE                                                      |
| 266925 -          | 2010 ER82                | 12 marzo 2010     | CSS                                                       |
| 266926 -          | 2010 EF128               | 12 marzo 2010     | Spacewatch                                                |
| 266927 -          | 2010 EG128               | 12 marzo 2010     | Spacewatch                                                |
| 266928 -          | 2010 FE16                | 18 marzo 2010     | Spacewatch                                                |
| 266929 -          | 2010 GB158               | 12 aprile 2010    | Spacewatch                                                |
| 266930 -          | 2010 HZ37                | 21 aprile 2010    | WISE                                                      |
| 266931 -          | 2010 JZ119               | 12 maggio 2010    | Spacewatch                                                |
| 266932 -          | 2010 JT162               | 8 maggio 2010     | Mount Lemmon Survey                                       |
| 266933 -          | 2010 MT107               | 30 giugno 2010    | WISE                                                      |
| 266934 -          | 2010 NT37                | 23 ottobre 2001   | Spacewatch                                                |
| 266935 -          | 2010 NO67                | 13 luglio 1999    | LINEAR                                                    |
| 266936 -          | 2010 NJ82                | 30 settembre 2005 | NEAT                                                      |
| 266937 -          | 2010 PM8                 | 2 agosto 2010     | LINEAR                                                    |
| 266938 -          | 2010 PB63                | 13 agosto 2010    | LINEAR                                                    |
| 266939 -          | 2010 RD49                | 7 ottobre 2004    | Spacewatch                                                |
| 266940 -          | 2010 RP176               | 12 settembre 2001 | Spacewatch                                                |
| 266941 -          | 2010 ST20                | 31 agosto 2005    | Spacewatch                                                |
| 266942 -          | 2010 SZ23                | 15 agosto 2006    | NEAT                                                      |
| 266943 -          | 2010 TH2                 | 22 ottobre 2005   | Spacewatch                                                |
| 266944 -          | 2010 TP2                 | 15 maggio 2005    | Mount Lemmon Survey                                       |
| 266945 -          | 2010 TD5                 | 21 luglio 2006    | CSS                                                       |
| 266946 -          | 2010 TH30                | 10 novembre 1999  | Spacewatch                                                |
| 266947 -          | 2010 TP149               | 3 novembre 2004   | CSS                                                       |
| 266948 -          | 2010 TS173               | 20 agosto 2006    | NEAT                                                      |
| 266949 -          | 2010 TZ179               | 10 aprile 2005    | Mount Lemmon Survey                                       |
| 266950 -          | 2010 UC3                 | 29 novembre 2003  | Spacewatch                                                |
| 266951 -          | 2010 UY14                | 4 giugno 2006     | Mount Lemmon Survey                                       |
| 266952 -          | 2010 US16                | 26 settembre 2005 | Spacewatch                                                |
| 266953 -          | 2010 UC27                | 25 ottobre 1997   | ODAS                                                      |
| 266954 -          | 2010 UK36                | 28 agosto 2005    | Spacewatch                                                |
| 266955 -          | 2010 UU36                | 21 ottobre 2001   | LINEAR                                                    |
| 266956 -          | 2010 UB49                | 18 giugno 2006    | Spacewatch                                                |
| 266957 -          | 2010 UF58                | 20 novembre 2004  | Spacewatch                                                |
| 266958 -          | 2010 US96                | 2 marzo 2006      | CSS                                                       |
| 266959 -          | 2010 UG102               | 6 dicembre 2000   | Spacewatch                                                |
| 266960 -          | 2010 VZ13                | 23 maggio 2001    | Buie, M. W.                                               |
| 266961 -          | 2010 VR26                | 21 ottobre 2001   | LINEAR                                                    |
| 266962 -          | 2010 VG48                | 15 settembre 2009 | Spacewatch                                                |
| 266963 -          | 2010 VO48                | 28 dicembre 2003  | Spacewatch                                                |
| 266964 -          | 2010 VN51                | 6 ottobre 2004    | Spacewatch                                                |
| 266965 -          | 2010 VB58                | 1 aprile 2003     | Sloan Digital Sky Survey                                  |
| 266966 -          | 2010 VL69                | 5 novembre 1994   | Spacewatch                                                |
| 266967 -          | 2010 VN83                | 8 ottobre 1994    | Spacewatch                                                |
| 266968 -          | 2010 VS84                | 30 novembre 2005  | Spacewatch                                                |
| 266969 -          | 2010 VU85                | 21 marzo 1999     | Sloan Digital Sky Survey                                  |
| 266970 -          | 2010 VS96                | 24 ottobre 1995   | Spacewatch                                                |
| 266971 -          | 2010 VE100               | 17 febbraio 2001  | NEAT                                                      |
| 266972 -          | 2010 VF103               | 1 dicembre 2005   | Spacewatch                                                |
| 266973 -          | 2010 VB121               | 18 agosto 2006    | Spacewatch                                                |
| 266974 -          | 2010 VK133               | 9 ottobre 1993    | Elst, E. W.                                               |
| 266975 -          | 2010 VQ137               | 6 settembre 1999  | Spacewatch                                                |
| 266976 -          | 2010 VG184               | 19 settembre 2003 | Spacewatch                                                |
| 266977 -          | 2010 VK197               | 16 gennaio 2005   | Spacewatch                                                |
| 266978 -          | 2010 VP198               | 20 novembre 2001  | Spacewatch                                                |
| 266979 -          | 2010 WC16                | 6 ottobre 2008    | Mount Lemmon Survey                                       |
| 266980 -          | 2010 WP20                | 5 maggio 2003     | Spacewatch                                                |
| 266981 -          | 2010 WO38                | 25 luglio 2003    | NEAT                                                      |
| 266982 -          | 2010 WL62                | 21 luglio 2007    | Ye, Q.-z.                                                 |
| 266983 Josepbosch | 2010 WE66                | 30 novembre 2005  | Spacewatch                                                |
| 266984 -          | 2010 WN69                | 30 novembre 2000  | Spacewatch                                                |
| 266985 -          | 2010 XZ4                 | 29 gennaio 2007   | Spacewatch                                                |
| 266986 -          | 2010 XQ17                | 22 febbraio 1998  | Spacewatch                                                |
| 266987 -          | 2010 XK24                | 28 luglio 2005    | NEAT                                                      |
| 266988 -          | 2010 XF35                | 11 aprile 2003    | Spacewatch                                                |
| 266989 -          | 2010 XC36                | 21 aprile 2003    | Spacewatch                                                |
| 266990 -          | 2010 XB37                | 18 luglio 2001    | NEAT                                                      |
| 266991 -          | 2010 XX37                | 30 luglio 2005    | NEAT                                                      |
| 266992 -          | 2010 XR43                | 16 novembre 1998  | Spacewatch                                                |
| 266993 -          | 2010 XV44                | 8 luglio 2003     | NEAT                                                      |
| 266994 -          | 2010 XH62                | 13 febbraio 2001  | Spacewatch                                                |
| 266995 -          | 2010 XD67                | 16 gennaio 2000   | Spacewatch                                                |
| 266996 -          | 2010 XQ78                | 1 ottobre 2009    | Mount Lemmon Survey                                       |
| 266997 -          | 2010 XR86                | 13 giugno 2001    | Spacewatch                                                |
| 266998 -          | 2010 YO1                 | 23 gennaio 2004   | LONEOS                                                    |
| 266999 -          | 5039 P-L                 | 22 ottobre 1960   | van Houten, C. J., van Houten-Groeneveld, I., Gehrels, T. |
| 267000 -          | 6229 P-L                 | 25 settembre 1960 | van Houten, C. J., van Houten-Groeneveld, I., Gehrels, T. |